# Femme nue assise dans un fauteuil
Femme nue assise dans un fauteuil est un tableau réalisé en 1897 par le peintre suisse Félix Vallotton. De format carré, cette petite huile sur carton marouflé sur contreplaqué représente une femme nue assoupie en position assise dans un fauteuil rouge, près d'un angle d'une pièce aux murs verts. Achetée en 1975, elle est conservée au musée de Grenoble, à Grenoble.